# Gabriel Dard
Pour les articles homonymes, voir Dard.
Gabriel Dard, né le 31 juillet 1875 à Marseille et mort le 13 janvier 1951 à Villeneuve-lès-Avignon, est un sportif devenu dirigeant du football français, président de l'Olympique de Marseille.

## Biographie
En parallèle avec son métier de tailleur, il est joueur de rugby à XV à l'Olympique de Marseille dont il est l'un des fondateurs. Il a aussi pratiqué d'autres sports au sein du club olympien comme le football, la lutte ou encore l'aviron où il remporte le marathon à la rame Marseille-Bandol-Marseille. De 1905 à 1908, puis de 1924 à 1935, Gabriel Dard est le président du club olympien. En 1936, il se retire du monde sportif mais reste président d'honneur de l'OM. De plus, en 1938, il assure l'intérim jusqu'à la nomination de Marcel Constant à la tête du club. Il meurt durant le mois de janvier 1951.
Sa maison "L'Olympien" est encore visible au 13, Rue Pasteur à  Sausset-les-Pins et il était le premier président de l'association des Plaisanciers de Sausset-les-Pins en 1933. 

Ses fils sont très connus à Marseille : Maurice Dard, peintre de la marine,
Georges et Roger, tous deux footballeurs de l'OM.